# Кривченя Микола Васильович
Микола Васильович Кривченя (нар. 1907) — український футбольний арбітр.
1951 року обслуговував два матчі чемпіонату СРСР серед команд класу «А» в Києві. У травні місцеве «Динамо» зіграло внічию з «Крилами Рад» із Куйбишева. А через два місяці поступилося команді Військово-повітряних сил із Москви. Арбітраж того поєдинку проводив разом з Нестором Чхатарашвілі і Федором Куруцом.
З 19 травня 1958 року — суддя всесоюзної категорії. У наступному сезоні провів третій і останній поєдинок в еліті радянського футболу. У червні «Шахтар» вдома поступився московському «Локомотиву».